# Valy u Rychtářova
Hradisko Valy u Rychtářova je pravěké opevněné výšinné sídliště nacházející se ve vojenském újezdu Březina v okrese Vyškov, přibližně 1,5 km severovýchodně od vsi Rychtářov. Lokalita je známá svým osídlením v období závěru neolitu, středního eneolitu a pozdní doby bronzové.

## Poloha a popis
Hradisko se rozkládá na strategicky výhodném místě s přirozenou ochranou díky strmým svahům. Od 40. let 20. století se nachází v prostoru vojenského újezdu s regulovaným přístupem, což ztěžuje jeho dostupnost. Přístup k lokalitě byl omezen zejména mezi 40. a 90. lety 20. století, postupné uvolňování nastalo až se zonací vojenského újezdu od 90. let.

## Archeologické nálezy
První archeologické průzkumy proběhly ve 30. letech 20. století. V roce 2016 byly během drobné akce získány nové nálezy z vnitřního prostoru hradiska, datované do závěru neolitu, středního eneolitu a pozdní doby bronzové. Tyto nálezy upřesňují sekvenci osídlení lokality. Samotné opevnění však dosud nebylo přesně datováno.
Podle místních historických záznamů se v okolí hradiska nacházely další prehistorické nástroje a pozůstatky osídlení, které naznačují jeho dlouhodobý význam jako obranného i sídelního místa.

## Současný stav
Lokalita se nachází mimo dočasně zpřístupněné území vojenského újezdu a je kontaminována municí, což omezuje legální archeologické výzkumy. Přesto je místo relativně snadno dostupné pro nelegální prospekci s detektory kovů, což vedlo k úbytku kovových nálezů bez přínosu pro oficiální sbírky.